# Mat Zo
Matan Zohar (nacido el 30 de abril de 1990), más conocido por su nombre artístico Mat Zo y MRSA, es un DJ y productor británico de música electrónica, que destaca por haber producido temas de una amplia variedad de géneros: Trance, Drum and Bass, House, entre otros.

## Biografía
Es hijo del artista Israel Zohar y medio hermano de la cantante israelí Alma Zohar, Matan Zohar nació en Londres el 30 de abril de 1990 y vivió en Ohio hasta los once años antes de regresar a su tierra natal. Fue criado por su madre, Wendy Caron Zohar, una violinista profesional que alimentó el amor y la inclinación temprana de Matan por la música. Su padre, que era un pintor nacido en Kazajistán, le regaló una guitarra a la edad de ocho años, lo que finalmente le permitió formar bandas musicales y tocar la batería y el bajo. Zohar comenzó a explorar la música electrónica en su adolescencia mediante el autoaprendizaje de la producción musical con Logic Pro y tomando inspiración de artistas como The Chemical Brothers y Daft Punk.

### Trayectoria musical
En noviembre de 2013, lanzó su álbum debut, Damage Control, a través de los sellos Anjunabeats y Astralwerks. Este fue nominado al Premio Grammy al mejor álbum dance o electrónico e incluye el sencillo «Easy», una colaboración con Porter Robinson que ingresó entre los 30 primeros de la lista de sencillos del Reino Unido, así como en las listas de musica dance de Billboard.
Su segundo álbum de estudio, Self Assemble, se lanzó el 25 de marzo de 2016 a través de su propia discográfica Mad Zoo fundada en agosto de 2014.
En 2017 crea dos nuevos colectivos; Kill The Zo con Kill The Noise y The Mary Nixons con The Knocks.
En 2020 lanzó su tercer álbum, Illusion of Depth, a través de Anjunabeats en 2020. En 2021, su canción "Colours" apareció en el videojuego de carreras Forza Horizon 5.

## Discografía

### Álbumes
- 2013: Damage Control [Anjunabeats]
- 2016: Self Assemble [Mad Zoo]
- 2020: Illusion of Depth [Anjunabeats]

### Sencillos y EP
- 2006: "Exodus (Original Mix)"
- 2007: "No Hassle (Original Mix)"
- 2007: "Foot and Mouth EP"
- 2007: "Clovers & Acid / What's Left In My Snorty"
- 2008: "Rush / Defined"
- 2008: "Digital Wasteland" (Tyler Michaud & Mat Zo ft Marcie)
- 2008: "Stubby" (Tyler Michaud & Mat Zo)
- 2008: "Fumar"
- 2008: "Moonset"
- 2009: "Lucky Strike / Synapse Dynamics"
- 2009: "Aurus / The Price Of Oil"
- 2009: "Nuclear Fusion"
- 2009: "Equinox / Subaquatic Dream EP"
- 2009: "Fractal Universe / This Is Reality"
- 2009: "Default / Rush 2009"
- 2009: "Different" (como MRSA)
- 2010: "Chemicals" (como MRSA)
- 2010: "Clovers & Acid / What's Left In My Snorty"
- 2010: "Near the End / Land Of The Free"
- 2010: "24 Hours"
- 2010: "The Lost / The Found EP"
- 2011: "Back In Time / Millenia"
- 2011: "Rebound" (Arty & Mat Zo)
- 2011: "Superman"
- 2011: "Frequency Flyer"
- 2011: "Recurring Dream" (como MRSA; MRSA & Parallax)
- 2011: "Mozart" (Mat Zo & Arty)
- 2012: "Loop"
- 2012: "The Bipolar EP"
- 2012: "The Sky" (feat. Linnea Schossow) (Damage Control)
- 2012: "I Never Knew"
- 2012: "Easy" (Mat Zo & Porter Robinson) [UK # 28;[6] EUA Dance # 11[7]] (Damage Control)
- 2013: "Pyramid Scheme" (feat. Chuck D) [EUA Dance # 30][7] (Damage Control)
- 2013: "Lucid Dreams" (Damage Control)
- 2014: "Only for You" (feat. Rachel K Collier) (Damage Control)
- 2014: "Oldskool Trip"
- 2014: "Real Life"
- 2014: "The Up Down Left Right EP"
- 2014: "Ruffneck Bad Boy" (Self Assemble)
- 2016: "Soul Food" (Self Assemble)
- 2016: "Sinful" (feat. I See MONSTAS) (Self Assemble)
- 2016: "Mad EP"
- 2016: "Revelation Crisis"
- 2017: "Bio Weapon" (como MRSA)
- 2017: "Stuxnet" (como MRSA)
- 2017: "Adrian" (junto a The Knocks como The Mary Nixons)
- 2017: "Part I" (Kill The Noise & Mat Zo present Kill The Zo)
- 2018: "Push Me Down the Stairs" (como MRSA)
- 2018: "This Is a Mad Zoo House EP"
- 2018: "No Words EP"
- 2018: "Vice"
- 2019: "Tracing Steps EP"
- 2019: "Motivate"
- 2019: "Emotion Sickness"
- 2019: "Games"
- 2020: "Blessed Be Thy Name"
- 2020: "The Next Chapter" (feat. GQ) (Illusion Of Depth)
- 2020: "Love Songs" (Illusion Of Depth)
- 2020: "Problems" (feat. Olan) (Illusion Of Depth)
- 2020: "Colours" (feat. Olan) (Illusion Of Depth)
- 2020: "Petrushka" (Illusion Of Depth)
- 2021: "Reflections" (feat. Olan)
- 2021: "Killer" (como Roll Cage feat. Olan)
- 2022: "Always Do" (Above & Beyond and Mat Zo)
- 2022: "Astatine"
- 2023: "Les Mishegas / Shut Up"
- 2023: "Closure"
- 2023: "Subsurface"
- 2024: "Kamikaze Cosworth" (Sine of the Times EP)
- 2024: "Sine of the Times EP"
- 2024: "Disco Boy"
- 2024: "ZOCASE EP"

### Remixes
- 2006: James Holden – "Nothing"
- 2007: Lustral – "In My Life" (Mat Zo Dub)
- 2007: Shifted Reality – "Love Affair"
- 2007: Soliquid – "Music Is For Rich People"
- 2007: Jay Lumen – "Ultra"
- 2007: Keenan & Anderson feat. Tiff Lacey – "Runaway"
- 2007: Signalrunners – "Recoil2"
- 2007: Duderstadt & Kirsty Hawkshaw – "Beatitude"
- 2007: Niklas Harding & Funabashi – "Addictive"
- 2007: Markus Schulz vs. Chakra – "I Am"
- 2007: Tronso & Stian Klo – "Helgoland"
- 2007: Simuck – "It's Love"
- 2008: Mark Pledger vs. Matt Hardwick feat. Melinda Gareh – "Fallen Tides"
- 2008: Element One – Guanacaste
- 2008: Tiësto – "Driving to Heaven"
- 2008: Waterspark – "Fairway"
- 2008: Arctique – "Kyana"
- 2008: Erphun – "2wo Butterflies"
- 2008: U2 – "Beautiful Day"
- 2009: Push – "The Legacy"
- 2009: Activa presents Solar Movement – "Eclipse"
- 2009: Daft Punk – "Alive" (Mat Zo Bootleg)
- 2009: Onova – "Platitude" (Mat Zo Remake)
- 2009: Olive – "You're Not Alone"
- 2009: Thomas Sagstad & Tyler Michaud – "Renegades"
- 2009: Moonbeam & Tyler Michaud feat. Esmaye – "Fantasize"
- 2010: Reeves – "Call of Loneliness"
- 2010: Lange Ft. Emma Hewitt – "Live Forever"
- 2010: Kylie Minogue – "Get Outta My Way"
- 2011: Radiohead – "Codex" (Mat Zo Bootleg)
- 2011: Sunny Lax – "P.U.M.A."
- 2011: Tritonal feat. Christina Soto – "Lifted"
- 2011: Kyau & Albert – "Be There 4 U"
- 2011: Above & Beyond feat. Richard Bedford – "Thing Called Love"
- 2011: Judge Jules feat. Dashka – "City Nights"
- 2011: Super8 & Tab feat. Alyna – "Perfect Day" (MRSA Remix)
- 2011: Tate & Diamond feat. Nicolai – "Electrified" (Mat Zo Remix / Electrofied Dub)
- 2011: Above & Beyond feat. Zoë Johnston – "Love Is Not Enough" (MRZO Remix)
- 2013: Empire of the Sun – "Alive"
- 2013: Ellie Goulding – "Burn"
- 2014: Brainbug – "Nightmare"
- 2014: Elton John, Carmen Twillie and Lebo M – "Circle of Life"
- 2014: Erphun – "2wo Butterflies"
- 2014: Chromeo feat. Solange – "Lost on the Way Home"
- 2015: Destiny's Child – "Bug a Boo" (Bug a Bootleg / Mat Zo Unofficial Remix)
- 2015: Arty feat. Ray Dalton – "Stronger"
- 2015: The Knocks feat. Alex Newell – "Collect My Love"
- 2015: Porter Robinson – "Flicker"
- 2015: The Smashing Pumpkins – "Zero" (Mat Zo Bootleg)
- 2016: Matt Lange – "My Love Aside"
- 2016: Radio Killer – "Lonely Heart"
- 2016: Porter Robinson & Madeon – "Shelter"
- 2017: Noisia – "Mantra"
- 2017: Big Gigantic feat. Jennifer Hartswick – "Got the Love" (Kill The Zo Remix)
- 2017: Krayysh – "Talk to Me"
- 2018: Quest & Wavedash – "Adagio"
- 2018: Breakbot feat. Ruckazoid – "Another You" (Mat Zo Bootleg)
- 2018: Mat Zo – "Vice" (VIP)
- 2020: Moon Boots feat. Steven Klavier – "Tied Up"
- 2021: Robotaki – "Now That We've Been in Love"
- 2021: Ferry Corsten – "Rock Your Body Rock"
- 2021: Rohaan feat. Yunis – "Dwidala"
- 2022: Noisia & Former – "Cleansing"